# Copa Nacional Amateur Japonesa
La Copa Nacional Amateur de Japón (全国社会人サッカー選手権大会, Zenkoku Shakaijin Sakka Senshuken Taikai), conocida como la Copa Shakaijin (la palabra shakaijin denota al ciudadano japonés adulto, miembro de la sociedad), o simplemente el Shakaijin  es una competición de fútbol disputada anualmente por los equipos de las ligas debajo de la Japan Soccer League, es decir, las categorías Regionales y Prefecturales. En carácter, aunque no en formato, se asemeja a la Copa Federación española.
Se disputa en tres fases: una de carácter prefectural, otra de carácter regional, y una tercera fase (la Copa propiamente dicha) a nivel nacional con los 32 finalistas. La copa se juega en el transcurso de una semana, con cinco eliminatorias, en un único lugar (ciudad, o prefectura si son escogidos más pueblos por la JFA), y a partido único.
La competición fue creada en 1965, junto con la Liga original, para proveerla de equipos candidatos a ascenso. En 1977 la Liga Japonesa de Ascenso (Chiiki Rigu) fue creada para proporcionar candidatos al ascenso pero la Copa siguió disputándose para conseguir un número adicional impar de candidatos a los 9 campeones regionales. Los clubes de categorías inferiores al quinto nivel no pueden participar en la Liga de Ascenso aún ganando la Copa.

## Finales
| Año  | Campeón                                      | Resultado                                    | Subcampeón                                   | Lugar(es) del torneo                                                                       |
| ---- | -------------------------------------------- | -------------------------------------------- | -------------------------------------------- | ------------------------------------------------------------------------------------------ |
| 1965 | Nippon Kokan                                 | 3-1                                          | Urawa Club                                   | Beppu, Oita                                                                                |
| 1966 | Urawa Club                                   | 1-0                                          | Nippon Kokan                                 | Omiya                                                                                      |
| 1967 | Nagoya Bank                                  | 4-1                                          | Toyota Motors                                | Yokohama, Kanagawa                                                                         |
| 1968 | Toyota Motors                                | 1-0                                          | Urawa Club                                   | Shimabara, Nagasaki                                                                        |
| 1969 | Kofu Club (compartido)                       | 1-1 AET                                      | Urawa Club (compartido)                      | Tōno, Iwate                                                                                |
| 1970 | Toyota Motors                                | 1-0                                          | Kofu Club                                    | Fujieda, Shizuoka                                                                          |
| 1971 | Towa Real Estate                             | 1-0                                          | Tanabe Pharmaceutical                        | Saga                                                                                       |
| 1972 | Eidai Industries                             | 5-0                                          | Teijin S.C. Matsuyama                        | Ichihara, Chiba                                                                            |
| 1973 | Sumitomo                                     | 2-1                                          | Hitachi Ibaraki                              | Hitachi, Ibaraki                                                                           |
| 1974 | Honda Giken                                  | 3-0                                          | Yanmar Club                                  | Kagoshima                                                                                  |
| 1975 | Yanmar Club                                  | 3-1                                          | Furukawa Electric Chiba                      | Shizuoka                                                                                   |
| 1976 | Nissan Motors                                | 1-0                                          | Dainichi Nippon Densen                       |                                                                                            |
| 1977 | Toshiba Horikawa-cho                         | 2-0                                          | NTT Kansai                                   |                                                                                            |
| 1978 | Saitama Teachers                             | 2-0                                          | Hyogo Teachers                               | Nobeoka, Miyazaki                                                                          |
| 1979 | Toho Titanium                                | 2-0                                          | Mazda Auto Hiroshima                         |                                                                                            |
| 1980 | Yamato Nippon Densen                         | 2-0                                          | Osaka Gas                                    |                                                                                            |
| 1981 | NTT Kanto                                    | 2-1                                          | Hitachi Ibaraki                              |                                                                                            |
| 1982 | Osaka Gas                                    | 3-1                                          | Shizuoka Gas                                 |                                                                                            |
| 1983 | Matsushita                                   | 5-0                                          | NTT Kansai                                   |                                                                                            |
| 1984 | Kyoto Police Dept.                           | 2-1                                          | Shimizu Club                                 |                                                                                            |
| 1985 | NTT Kansai (compartido)                      | 1-1                                          | Yamanashi Club (compartido)                  |                                                                                            |
| 1986 | Furukawa Electric Chiba                      | 4-3                                          | Tokyo Gas                                    |                                                                                            |
| 1987 | Akita City Hall                              | 1-0                                          | Furukawa Electric Chiba                      |                                                                                            |
| 1988 | Kyoto Shiko Club                             | 2-0                                          | Mazda Auto Hiroshima                         |                                                                                            |
| 1989 | Chuo Bohan                                   | 2-0                                          | Furukawa Electric Chiba                      | Kasuga, Fukuoka                                                                            |
| 1990 | Chuo Bohan                                   | 3-1                                          | Hitachi Ibaraki                              | Kanazawa, Ishikawa                                                                         |
| 1991 | PJM Futures                                  | 2-0                                          | Seino Unyu                                   | Tsuruoka, Yamagata                                                                         |
| 1992 | PJM Futures                                  | 2-0                                          | Nippon Denso                                 | Takamatsu, Kagawa                                                                          |
| 1993 | Yokogawa Denki                               | 3-2                                          | YKK                                          |                                                                                            |
| 1994 | Hitachi Ibaraki                              | 1-0                                          | Hokuriku Electric Power Co.                  |                                                                                            |
| 1995 | Prima Ham F.C. Tsuchiura                     | 1-0                                          | Albireo Niigata                              |                                                                                            |
| 1996 | F.C. Kyoto BAMB 1993                         | 1-1 PK 4-3                                   | Prima Ham F.C. Tsuchiura                     | Takatsuki, Osaka                                                                           |
| 1997 | Yokogawa Denki                               | 1-0 AET                                      | Honda Luminoso Sayama F.C.                   | Fujisawa, Kanagawa Yokohama, Kanagawa                                                      |
| 1998 | NTT Kyushu                                   | 3-0                                          | Norbritz Hokkaido                            |                                                                                            |
| 1999 | Honda Giken                                  | 4-0                                          | Sony Sendai F.C.                             | Toyama Takaoka, Toyama                                                                     |
| 2000 | Sagawa Express Tokyo S.C.                    | 3-2                                          | Sagawa Printing S.C.                         | Sendai, Miyagi (final) Naruse, Miyagi Rifu, Miyagi Shichigahama, Miyagi Matsushima, Miyagi |
| 2001 | Sagawa Express Osaka S.C.                    | 2-1 AET                                      | Honda Luminoso Sayama F.C.                   | Nankoku, Kochi (final) Ochi, Kochi Haruno, Kochi Hidaka, Kochi Noichi, Kochi               |
| 2002 | Okinawa Kariyushi F.C. (compartido)          | 0-0 AET                                      | Honda Luminoso Sayama F.C. (compartido)      | Shimizu, Shizuoka Fujieda, Shizuoka                                                        |
| 2003 | Honda Luminoso Sayama F.C.                   | 3-0                                          | Shizuoka F.C.                                | Saitama Kawagoe, Saitama                                                                   |
| 2004 | Honda Luminoso Sayama F.C.                   | 0-0                                          | Okinawa Kariyushi F.C.                       | Okayama (final) Kurashiki, Okayama Oku, Okayama                                            |
| 2005 | Rosso Kumamoto (compartido)                  | 2-2 AET                                      | New Nippon Steel Oita (compartido)           | Kobe, Hyogo (final) Goshiki, Hyogo Awaji, Hyogo Kakogawa, Hyogo Miki, Hyogo                |
| 2006 | V-Varen Nagasaki                             | 1-0                                          | Shizuoka F.C.                                | Akita (final) Yurihonjō, Akita Nikaho, Akita                                               |
| 2007 | F.C. Mi-O Biwako Kusatsu                     | 3-1                                          | Yazaki Valente                               | Oita Beppu, Oita                                                                           |
| 2008 | A.C. Nagano Parceiro                         | 2-1                                          | NEC Tokin                                    | Niigata                                                                                    |
| 2009 | Matsumoto Yamaga F.C.                        | 2-1                                          | Zweigen Kanazawa                             | Ichihara, Chiba                                                                            |
| 2010 | Kamatamare Sanuki                            | 2–0                                          | A.C. Nagano Parceiro                         | Yamaguchi                                                                                  |
| 2011 | Tokyo 23 FC                                  | 1-0                                          | S.C. Sagamihara                              | Ōgaki, Gifu                                                                                |
| 2012 | F.C. Korea                                   | 1–0 AET                                      | Fukushima United                             | Chōfu, Tokyo                                                                               |
| 2013 | Renofa Yamaguchi                             | 1–1 PK 5–4                                   | Grulla Morioka                               | Shimabara, Nagasaki                                                                        |
| 2014 | FC Osaka                                     | 2–0                                          | Club Dragons                                 | Kamitonda, Wakayama                                                                        |
| 2015 | Arterivo Wakayama                            | 1–1 PK 5–3                                   | Hannan University                            | Morioka, Iwate(final) Hanamaki, Iwate Takizawa, Iwate Tōno, Iwate                          |
| 2016 | Mitsubishi Mizushima FC                      | 2–2 PK 5–3                                   | Suzuka Unlimited FC                          | Saijō, Ehime(final)                                                                        |
| 2017 | Suzuka Unlimited FC                          | 2–1                                          | Matsue City FC                               | Sakai, Fukui                                                                               |
| 2018 | Matsue City FC                               | 3–2                                          | FC Kariya                                    | Kashima, Ibaraki (final) Hitachinaka, Ibaraki                                              |
| 2019 | FC Tiamo Hirakata                            | 1–0                                          | Ococias Kyoto AC                             | Kirishima, Kagoshima (final) Minamisatsuma, Kagoshima Shibushi, Kagoshima                  |
| 2020 | Canceladas por pandemia de COVID-19 en Japón | Canceladas por pandemia de COVID-19 en Japón | Canceladas por pandemia de COVID-19 en Japón | Canceladas por pandemia de COVID-19 en Japón                                               |
| 2021 | Canceladas por pandemia de COVID-19 en Japón | Canceladas por pandemia de COVID-19 en Japón | Canceladas por pandemia de COVID-19 en Japón | Canceladas por pandemia de COVID-19 en Japón                                               |
| 2022 | Briobecca Urayasu                            | 0–0 PK 5–3                                   | BTOP Thank Kuriyama                          | Shibushi, Kagoshima                                                                        |
| 2023 | FC Kariya                                    | 1–1 PK 4–2                                   | Arterivo Wakayama                            | Saga Tosu, Saga (final)                                                                    |